# Louis Widmer
Die Louis Widmer AG mit Sitz in Schlieren ist ein international tätiges Schweizer Kosmetik- und Pharmaunternehmen in den Bereichen Hautpflege und Dermatologie. Das Unternehmen wurde im September 1960 von Louis-Edouard Widmer und seinem Sohn Louis-Max Widmer in Uitikon gegründet und wird nach wie vor als Familienunternehmen geführt. Heute ist Louis Widmer eine internationale Firma mit mehr als 250 Mitarbeitern, eigenen Tochtergesellschaften in fünf und Kooperationen in 9 weiteren Ländern. Die Produkte werden seit Jahrzehnten in den Laboratoires Louis Widmer in Schlieren bei Zürich hergestellt. 2003 gewann das Unternehmen bzw. Louis-Max Widmer den Preis als «Entrepreneur Of The Year» in der Spezialkategorie «Master Entrepreneur», der alljährlich von Ernst & Young in der Schweiz verliehen wird.

## Tätigkeitsgebiet
Louis Widmer entwickelt, produziert und vertreibt Produkte für die dermatologische Gesichts- und Körperpflege, eine Anti-Aging Linie, Sonnenschutzmittel sowie Präparate zur Behandlung von Wunden, Akne, Rosazea, Kopfhaut-seborrhö und -psoriasis, Seborrhoische Dermatitis, aktinischer Keratose, Hyperkeratose, Hyperpigmentierung und Herpes simplex. Das Unternehmen ist laut eigenen Angaben in diesen Gebieten führend. Seit Oktober 2018 wird Ameluz in der Schweiz von Louis Widmer vertrieben, die gleichzeitig lokaler Zulassungsinhaber sind.   Alle Präparate von Louis Widmer werden nach den Richtlinien für pharmazeutische Produkte hergestellt und unterliegen strengsten Qualitätsstandards und -kontrollen.

Im April 2017 wurde eine Produktlinie von Düften auf den Markt gebracht, die frei von 26 Allergenen sind. Im März 2019 wurde zudem die Produktlinie BabyPure für Babys und Kleinkinder auf den Markt gebracht. Die auf ein Minimum reduzierten Formulierungen pflegen ohne Duftstoffe, Farbstoffe, Alkohol, Nanomaterial, PEG-Emulgatoren und Silikone. 